# Nationale Vrijheidsbeweging van Zuid-Azerbeidzjan
Nationale Vrijheidsbeweging van Zuid-Azerbeidzjan (Azerbeidzjaans:  Cənubi Azərbaycan Milli Azadlıq Hərəkatı (CAMAH), Perzisch: جنبش آزادیبخش ملی آذربایجان جنوبی ) is de eerste onafhankelijkheidsbeweging van Zuid-Azerbeidzjan. De beweging is in 1991 opgericht door een groep politici en intellectuelen onder leiding van Piruz Dilenchi.

## Doel
De Nationale Vrijheidsbeweging van Zuid-Azerbeidzjan pleit voor onafhankelijkheid van Iraans Azerbeidzjan om vervolgens een unificatie te vormen met de Republiek Azerbeidzjan.

## Splitsing
In 2002 werd toenmalig partijleider Mahmudali Chehregani de partij uitgezet, waarna Dilenchi weer tot partijleider werd verkozen. Chehregani richtte daarop de Nationale Opwekkingsbeweging van Zuid-Azerbeidzjan op.